# Delicje Szampańskie

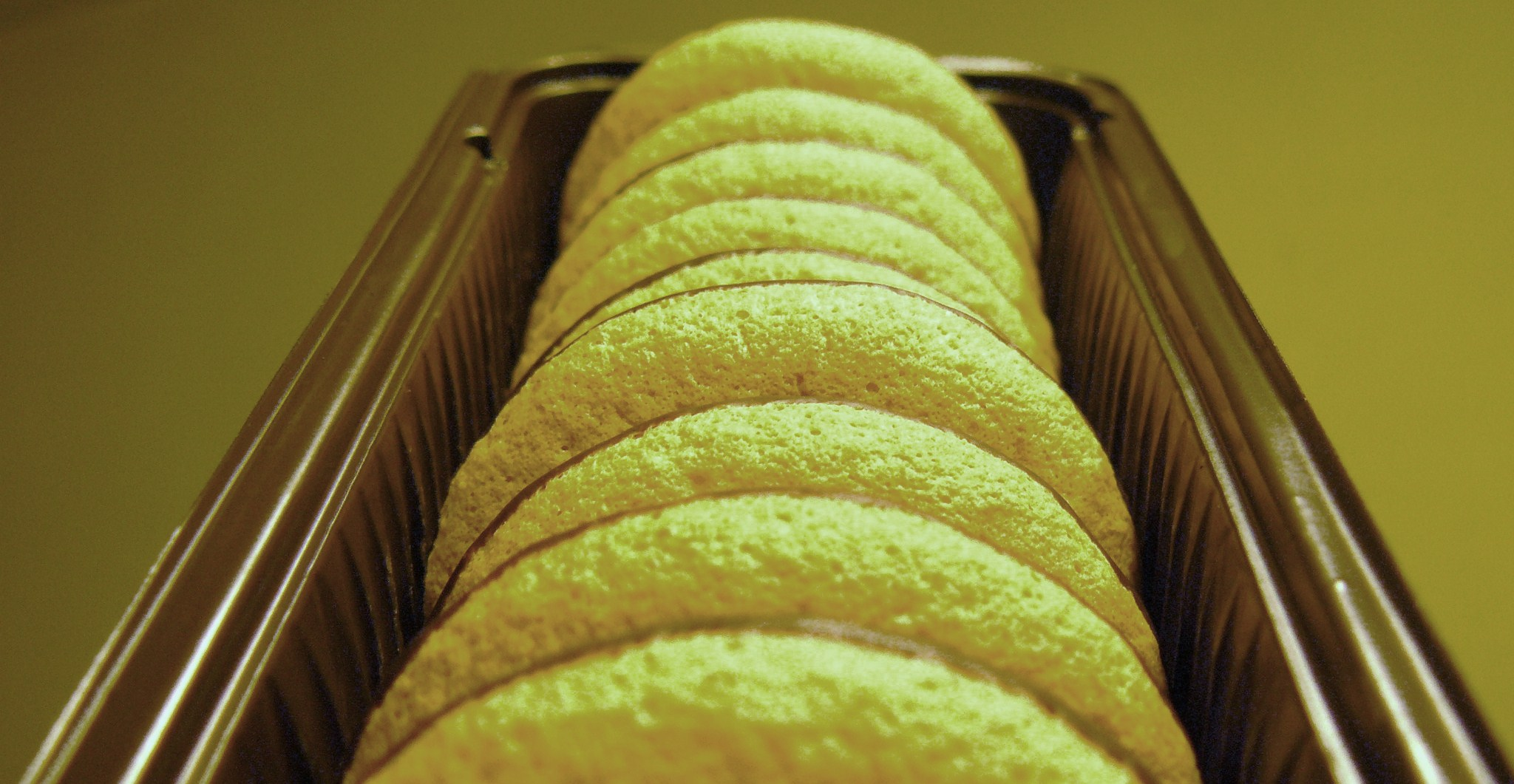
Delicje Szampańskie

Delicje Szampańskie – marka ciastek typu jaffa cakes – biszkoptów z galaretką pokrytych czekoladą. Produkowanych nieprzerwanie (mimo zmian własnościowych) od 1976 roku w fabryce w Płońsku. Sam producent jako datę rozpoczęcia produkcji podaje rok 1974, czyli moment rozpoczęcia budowy płońskiej fabryki. Obecnym producentem ciastek jest LU Polska, spółka zależna polskiego oddziału koncernu Mondelēz International. Drugą popularną marką takich biszkoptów tego producenta jest Milka ChocoJaffa.
Pierwszym producentem „Delicji Szampańskich” był Wedel, który był właścicielem marki do 1991 roku, kiedy to został przejęty przez koncern PepsiCo. Następnie w 1999, w ramach podziału spółki, część firmy produkująca ciastka została sprzedana firmie LU Polska, będącej wówczas częścią grupy Danone. W 2007 roku przedsiębiorstwo LU zostało zakupione przez Kraft Foods (obecnie Mondelēz International). Mimo iż marka nie była prawnie związana z Wedlem, późniejsi producenci opłacali licencje na umieszczanie logo tej firmy na opakowaniach „Delicji Szampańskich”. Ostatecznie logo Wedla zniknęło w 2011 roku. „Pierniczki Alpejskie” i ciastka „Pieguski” (które również pierwotnie należały do Wedla) zostały skojarzone z marką Milka.